# Juribej (penisola Jamal)
Lo Juribej (in russo Юрибей?) è un fiume della Russia siberiana nordoccidentale (Circondario autonomo Jamalo-Nenec), tributario del mare di Kara. Da non confondere con l'omonimo fiume della penisola di Gyda.

## Descrizione
Nasce dalla confluenza dei due rami sorgentizi Pravyj Juribej (Juribej di destra) e Levyj Juribej (Juribej di sinistra), a loro volta emissari dei due laghi Jarroto 1-e e Jarroto 2-e; scorre nella sezione meridionale della vasta penisola Jamal, in un territorio piatto e spesso paludoso, sfociando infine dopo 340 chilometri di corso (451 contando il più lungo dei suoi rami sorgentizi, il Levyj Juribej) nella baia della Bajdarata, insenatura del mare di Kara.
I maggiori affluenti sono Chutyjacha e Latamaretajacha dalla sinistra idrografica, Nenzotojacha e Pemakodajacha dalla destra. Fra i numerosissimi laghi del bacino, i maggiori sono (oltre ai già citati Jarato-1 e Jarato-2) Tėtanto, Sochonto, Judejnto, Mengakoto, Tėlingoto, Paladito, Judėto, Varngėto.
Lo Juribej è gelato, in media, dai primi di ottobre ai primi di giugno; la fusione dei ghiacci e delle nevi causa le piene, i cui massimi si registrano a giugno e luglio.
Nel XVIII secolo il fiume Juribej era utilizzato come importante via di comunicazione nella via commerciale che univa la Russia europea settentrionale con la città di Mangazeja.